# Raúl Pacheco
Raúl Pacheco Mendoza (né le 26 avril 1979 dans la province de Jauja) est un athlète péruvien, spécialiste du marathon.
Le 12 avril 2015, il court le marathon en 2 h 11 min 1 s, record personnel lors du marathon de Rotterdam. Il remporte la médaille d'argent du marathon des Jeux panaméricains de 2015 à Toronto.